# گیاه گزنده
گیاه گزنده(به انگلیسی: Stinging plant) به مجموعه 

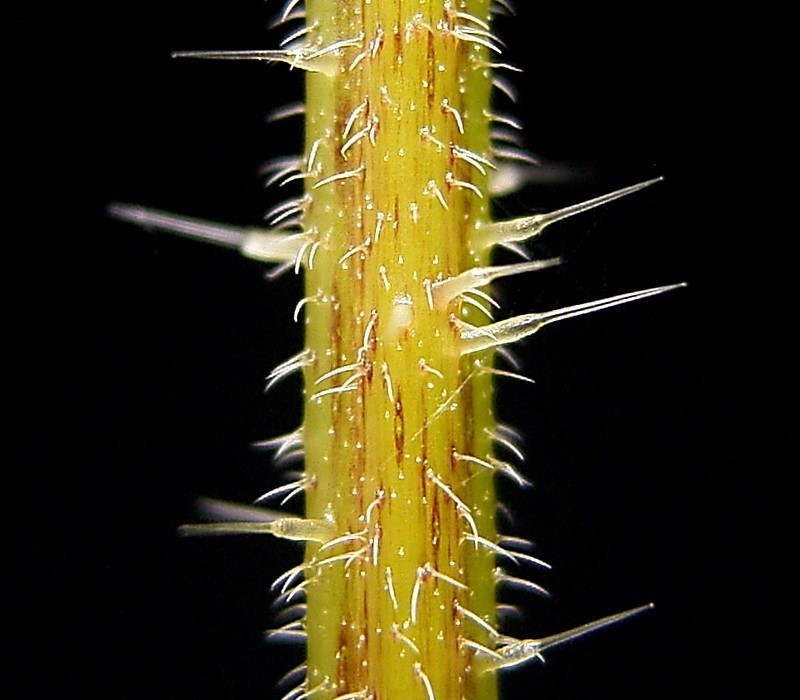
نمایی میکروسکوپی از کُرک‌های گیاه گزنه دو پایه

گیاهانی که دارای کُرک‌های گزنده در برگ‌ها و یا ساقه‌ها هستند. که این کُرک‌ها آغشته به موادی هستند که باعث ایجاد درد یا سوزش در محل برخورد می‌شود.
برخی از گیاهان گزنده همچون انجیر تیغی فقط گزش مکانیکی دارند و آغشته به مواد شیمیایی نیستند. در حقیقت این کُرک‌ها در فرایند فرگشت به دلیل دفاع در برابر چرا گیاه‌خواران و یا حشرات تکامل یافته است.
موهای سفت یا کرک بدون توانایی برای تزریق تحریک کننده ترکیبات بر روی برگ رخ می دهد و ساقه بسیاری از گیاهان. به نظر می‌رسد با جلوگیری از حرکت و محدود کردن دسترسی به سطح ساقه یا برگ، حشرات تغذیه ای را تا حدی بازدارند. بعضی از گیاهان موهای غده ای دارند، یا موهایی غیر غده ای دارند یا به جای آن‌ها. موهای غده ای دارای مناطقی از بافت هستند که ترشحات متابولیت های ثانویه را ایجاد می‌کنند. این مواد شیمیایی می‌توانند حشرات تغذیه کننده را دفع یا مسموم کنند.